# Hampton & Richmond Borough F.C.
Hampton & Richmond Borough FC là một câu lạc bộ bóng đá có trụ sở tại Hampton, Luân Đôn, Anh. Thành lập năm 1921 với tên gọi Hampton FC, đổi tên năm  1999, đội bóng hiện thi đấu tại National League South.

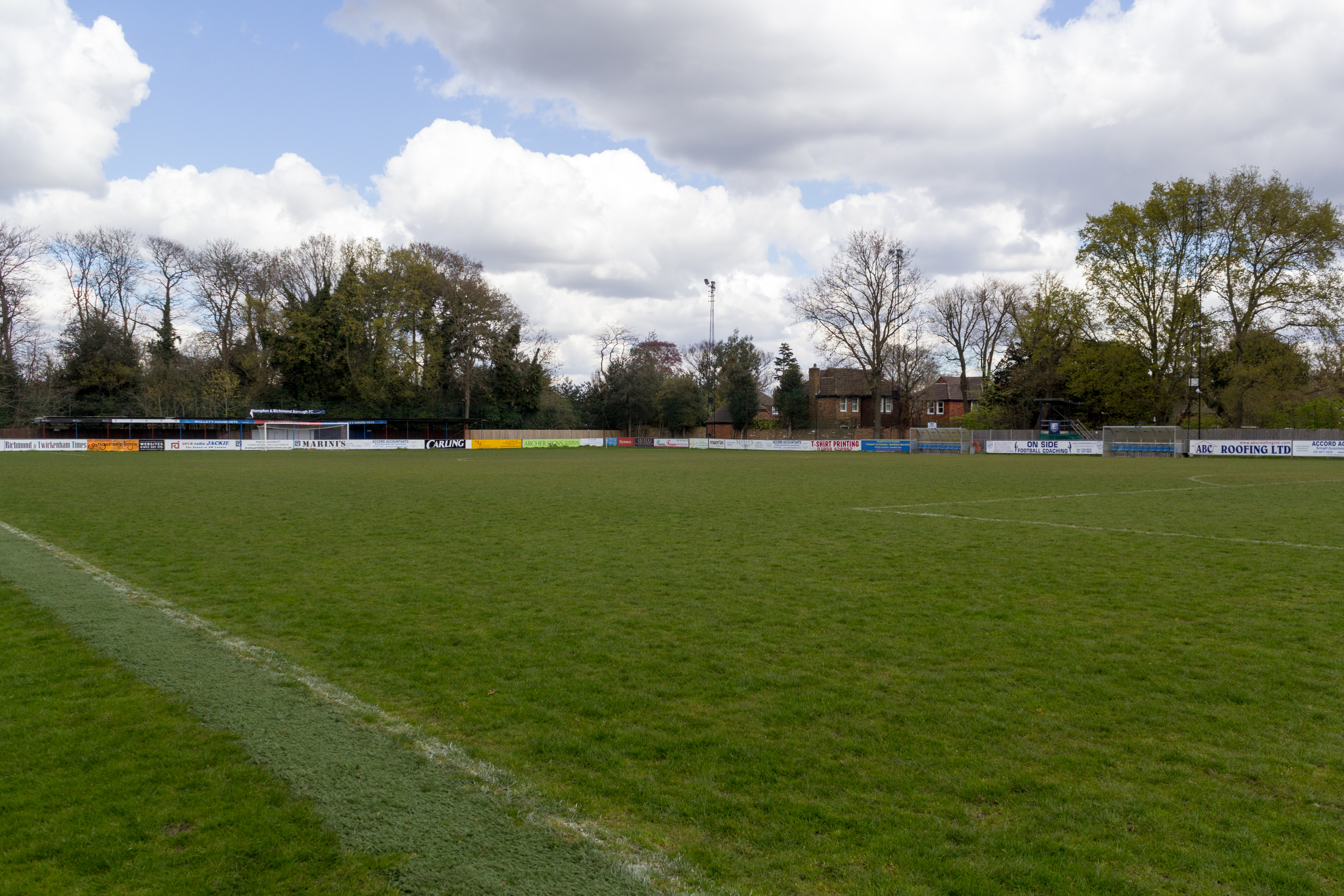
Sân vận động Beveree, tháng 4 năm 2016

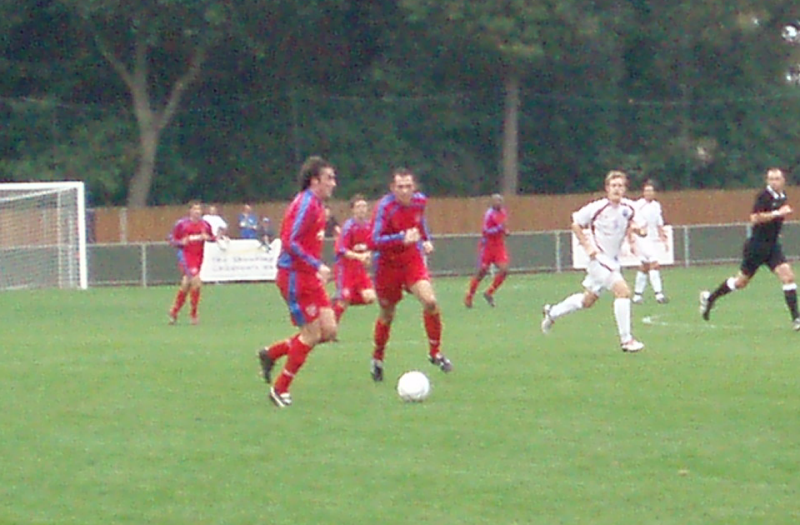
Hampton & Richmond thi đấu trước Billericay Town mùa giải 2006–07

## Danh hiệu
- National League South
  - Á quân mùa giải 2008–09

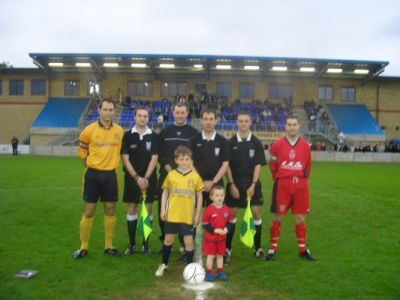
Hampton & Richmond vs Slough Town trong trận chung kết Isthmian League Cup mùa giải 2005.

  - Vòng chung kết Play Off các mùa giải 2007–08, 2008–09, 2017–18.[4]
  - Bán kết Play Off mùa giải 2016–17[5]
- Isthmian League Premier Division
  - Nhà vô địch các mùa giải 2006–07, 2015–16[6]
- Isthmian League Division One South
  - Thăng hạng mùa giải 2003–04
- Isthmian League Division One
  - Thăng hạng mùa giải 1997–98
- Isthmian League Division Two
  - Thăng hạng mùa giải 1995–96
- Isthmian League Division Three
  - Thăng hạng mùa giải 1991–92
- Spartan League
  - Nhà vô địch các mùa giải 1964-65, 1965–66, 1966–67, 1969-70[7]

## Thành tích
- FA Cup
  - Thành tích tốt nhất: Vòng một các mùa giải 2000–01, 2007–08, 2018-19,[8] 2020–21
- FA Trophy
  - Thành tích tốt nhất: Vòng 4 mùa giải 2001–02 (trước khi cải tổ vào mùa giải 2005–06); Vòng ba mùa giải 2011–12 (hiện tại)
- Isthmian League Cup
  - Thành tích tốt nhất: Á quân các mùa giải 2001–02, 2004–05
- Middlesex Senior Cup
  - Nhà vô địch các mùa giải 2005–06, 2007–08, 2011–12,[9] 2013–14,[10] 2016–17[11]
  - Á quân mùa giải 2004–05
- Middlesex Super Cup
  - Nhà vô địch các mùa giải 1999–2000, 2006–07